# Fjärdholmen, Sibbo
Fjärdholmen är en klippa i Finland.   Den ligger i kommunen Sibbo i den ekonomiska regionen  Helsingfors  och landskapet Nyland, i den södra delen av landet, 29 km öster om huvudstaden Helsingfors.
Terrängen runt Fjärdholmen är mycket platt. Havet är nära Fjärdholmen söderut.  Närmaste större samhälle är Nordsjö, 16,8 km väster om Fjärdholmen. 